# Colotois
Genre
Colotois est un genre de lépidoptères (papillons) de la famille des Geometridae et de la sous-famille des Ennominae.

## Espèces
Selon la plupart des sources,, ce genre ne comprend qu'une seule espèce :
- Colotois pennaria (Linnaeus, 1761)

Catalogue of Life (28 février 2023) cite quant à elle 6 espèces :
- Colotois furcata Hausmann, 1995
- Colotois nubilosa Hepp, 1932
- Colotois nuda Hepp, 1932
- Colotois paupera Hausmann, 1995
- Colotois pennaria (Linnaeus, 1761)
- Colotois robusta Bastelberger, 1908